# Anaksimandar
Anaksimandar (grč. Αναξίμανδρος; 610. - 546. pr. Kr.) bio je starogrčki filozof, uz Talesa i Anaksimena pripadnik miletske škole. Za njega se vjeruje da je bio uvaženi građanin (upravitelj jedne grčke kolonije), te da je Grčku upoznao sa sunčanim satom. Izradio je prvi zemljovid. Učenje mu znamo uglavnom neizravno, iz Aristotela, Simplicija i dr.
Anaksimandar svoj ugled kroz stoljeća duguje ponajprije svojoj filozofskoj misli kozmološke naravi, od koje je, međutim, jedva nešto ostalo sačuvano. Znamo da je držao kako je prapočelo (ἀρχή arhé, riječ prvi puta pronađena u Anaksimandra, koji ju je vjerojatno i uveo) - ono neograničeno, beskonačno, beskrajno, neizmjerno (ἄπειρον apeiron), koji ne stari i ne raspada se, i trajno proizvodi nove elemente od kojih je sazdano sve što vidimo.
Jedna rečenica iz izgubljenoga Anaksimandrovog spisa O prirodi (prvoga u nizu spisa istog naslova u staroj grčkoj filozofiji) glasi: "Ono iz čega sve nastaje, ujedno je i ono u čemu sve mora i nestati, po nužnosti; jer, stvari se po odredbi vremena podčinjavaju kazni i međusobno se svete zbog svoje nepravednosti. - Ovaj misteriozni fragment, koji sadrži, uz kozmološke i ontološke, jednako i etičke natuknice, i u kojemu se sluti pravednost Jednoga i nepravednost mnoštvenosti, komentirao je na originalan način Martin Heidegger ("Der Spruch des Anaximander").
Anaksimandar nije odredio svoje načelo apeiron, tek je držao da je prostorno i vremenski neograničeno, pa ga se uglavnom shvaćalo (npr. Aristotel) kao neki prvotni, materijalni kaos, neku pratvar iz koje nastaju pojedinačna stvorenja. Apeiron obuhvaća toplo i hladno, mokro i suho, te se iz njega sve protimbe vječnim gibanjem izdvajaju, stvarajući tako pojedinačne stvari.
Iz toga neodređenog beskonačnog načela pojavila se ponajprije središnja masa, Zemlja, valjkastog oblika, koja lebdi u središtu svijeta okružena zrakom; isprva je bila vruća te se ohladila. Čovjek i životinje nastali su kao transmutacije. Ljudski je rod, prema Anaksimandru, postao iz neke druge, vodene vrste, ljuskave kože, vjerojatno dakle iz nekakve ribe. Zbog ovoga, iako nije imao nikakve ideje o prirodnoj selekciji i drugim idejama onoga što danas zovemo darvinizmom, neki ga smatraju praocem teorije evolucije. 
Anaksimandar je zamisao apeirona istaknuo nasuprot shvaćanju Talesa, koji je tvrdio da je voda prapočelo svega. Anaksimandar je smatrao da voda ne može biti prapočelo, jer ona ne može obuhvatiti sve suprotnosti u prirodi - na primjer, voda može biti samo mokra, nikako suha. Nije prihvaćao ni druga iskustvena prapočela, već je držao da mora postojati neka stalna, nepropadljiva supstanca - upravo apeiron - koju ne možemo izravno vidjeti, ali koja može objasniti suprotnosti što ih vidimo oko sebe. Time je Anaksimandar zapravo prvi metafizičar: Talesova je voda, naime, ipak nešto vidljivo, iskustveno, dakle fizikalno.

## Vanjske poveznice
- Internet Encyclopedia of Philosophy — Anaksimandar (engl.)